# Перший дивізіон Футбольної ліги
Перший дивізіон — найвищий дивізіон англійської Футбольної ліги до утворення Прем'єр-ліги у 1992 році. А також другий за рівнем англійський дивізіон (вищий дивізіон Футбольної ліги) з 1993 по 2004 роки (на заміну йому прийшов Чемпіонат Футбольної ліги).
При реорганізації, пов'язаної з утворенням нової ліги, більшість клубів першого дивізіону перейшли до Прем'єр-ліги, а Перший дивізіон заповнився командами Другого дивізіону.